# Catalina Usme
Catalina Usme, née le 25 décembre 1989 à Marinilla (Colombie), est une footballeuse internationale colombienne qui évolue au poste de milieu de terrain.
Elle participe à deux reprises à la Coupe du monde féminine, en 2011 et 2015. Elle dispute également les Jeux olympiques d'été de 2012 et 2016.

## Biographie
Le 17 octobre 2022, elle devient la meilleure buteuse de l'histoire de la Copa Libertadores avec 30 réalisations (19 avec Formas Íntimas, 4 avec Santa Fe et 7 avec l'America de Cali).
Face à la Jamaïque lors de la coupe du monde 2023 en Australie et Nouvelle-Zélande, elle marque le but qui qualifie la Colombie pour les quarts de finale pour la première fois de son histoire .